# Giro del Piemonte 2008
Il Giro del Piemonte 2008, novantaquattresima edizione della corsa, valevole come prova dell'UCI Europe Tour 2008 categoria 1.HC, si svolse il 16 ottobre 2008 su un percorso di 199 km. La vittoria fu appannaggio dell'italiano Daniele Bennati, che completò il percorso in 4h57'15", precedendo il connazionale Luca Paolini ed il bielorusso Aljaksandr Usaŭ.
Sul traguardo di Lagnasco 144 ciclisti, su 174 partiti da Novi Ligure, portarono a termine la competizione. 

## Ordine d'arrivo (Top 10)
| Pos. | Corridore           | Squadra           | Tempo    |
| ---- | ------------------- | ----------------- | -------- |
| 1    | Daniele Bennati     | Liquigas          | 4h57'15" |
| 2    | Luca Paolini        | Acqua & Sapone    | s.t.     |
| 3    | Aljaksandr Usaŭ     | AG2R La Mondiale  | s.t.     |
| 4    | Giuseppe Palumbo    | Acqua & Sapone    | s.t.     |
| 5    | Davide Viganò       | Quick Step        | s.t.     |
| 6    | Maximiliano Richeze | CSF Group         | s.t.     |
| 7    | Alessandro Ballan   | Diquigiovanni     | s.t.     |
| 8    | Danilo Hondo        | Lampre-N.G.C.     | s.t.     |
| 9    | Marco Bandiera      | Ceramica Flaminia | s.t.     |
| 10   | Cristiano Fumagalli | Ceramica Flaminia | s.t.     |